# Rhamphomyia tympanica
Rhamphomyia tympanica är en tvåvingeart som beskrevs av Mario Bezzi 1909. Rhamphomyia tympanica ingår i släktet Rhamphomyia och familjen dansflugor. Inga underarter finns listade i Catalogue of Life.